# Exit Planet Dust
Exit Planet Dust és el primer àlbum d'estudi del duet de música electrònica anglès The Chemical Brothers. Va ser publicat per primera vegada el 26 de juny de 1995 al Regne Unit per Junior Boy's Own, Freestyle Dust i Virgin Records. L'àlbum es va gravar entre l'agost i el novembre de 1994, amb la cançó «Song to the Siren» enregistrada en directe a la discoteca Sabresonic el març de 1994 en una actuació del grup The Sabres of Paradise d'Andrew Weatherall. El títol és una referència a l'abandonament del seu nom artístic anterior, The Dust Brothers, atès que el grup estatunidenc Dust Brothers va amenaçar de demandar-los.
Fins aquell moment, The Dust Brothers eren discjòqueis residents al Heavenly Sunday Social Club de Great Portland Street, a Londres, on remesclaven temes de Manic Street Preachers i The Charlatans, entre d'altres. Les seves remescles de «Jailbird» de Primal Scream i «Voodoo People» de The Prodigy van ser incloses a la llista de reproducció The Party Zone de MTV Europe el 1995.
L'àlbum va ser aclamat per la crítica musical i va estar present a les llistes del Regne Unit des del seu llançament el 1995, en què va arribar al número 9, fins al 2000.

## Mostratge
Les sis primeres cançons d'Exit Planet Dust són contínues, fent un popurri. L'inici de «Leave Home» és una breu sampleig de l'inici de la cançó de Kraftwerk «Ohm Sweet Ohm» de l'àlbum Radio-Aktivität. També es mostregen seccions de percussió de «Got Myself a Good Man» de Pucho & His Latin Soul Brothers i veus de «Brothers Gonna Work It Out» de Blake Baxter (1992) i de «The Defector» de Recoil. «In Dust We Trust» conté diversos sampleig de la cançó de Beastie Boys «The Maestro» de l'àlbum Check Your Head. El sampleig vocal de «Song to the Siren» és un mostratge invertit d'una part de la cançó de Dead Can Dance «Song of Sophia» de l'àlbum The Serpent's Egg. «Song to the Siren» també sampleja la bateria de «God O.D.» de Meat Beat Manifesto.

## Publicació
«Leave Home» va ser llançat com el primer senzill oficial de l'àlbum el 5 de juny de 1995. Va arribar al número 17 a la llista de senzills UK Singles Chart. «Life Is Sweet» va ser publicat com a segon senzill el 28 d'agost de 1995 i va arribar al número 25 de la mateixa llista.
L'àlbum va ser certificat com a platí per la Indústria Fonogràfica Britànica l'1 de gener de 1996. El 30 d'octubre de 2000, l'àlbum va ser publicat en minidisc, i el 2004 es va incloure amb el Dig Your Own Hole de 1997 en una caixa recopilatòria d'edició limitada com a part de la col·lecció «2CD Originals» d'EMI.

## Crítica
Exit Planet Dust va rebre elogis després del seu llançament. NME va descriure l'àlbum com «un treball descarat, cru i que compleix les exigències dels aficionats a la música amb la ment oberta». El 2002, la revista Muzik el va considerar el segon millor àlbum d'electrònica de tots els temps, i el canal Q TV el va designar com el 41è millor àlbum de la dècada del 1990.
Després de a seva publicació, The Chemical Brothers van ser esmentats en les notes de l'àlbum Better Living Through Chemistry de Fatboy Slim i al Homework de Daft Punk. The Edge també el va citar com el seu àlbum favorit de 1995. Exit Planet Dust també es va incloure al llibre 1001 Albums You Must Hear Before You Die.

## Llistat de cançons
| Núm.          | Títol                             | Durada |
| ------------- | --------------------------------- | ------ |
| 1.            | «Leave Home»                      | 5:32   |
| 2.            | «In Dust We Trust»                | 5:17   |
| 3.            | «Song to the Siren»               | 3:16   |
| 4.            | «Three Little Birdies Down Beats» | 5:38   |
| 5.            | «Fuck Up Beats»                   | 1:25   |
| 6.            | «Chemical Beats»                  | 4:50   |
| 7.            | «Chico's Groove»                  | 4:48   |
| 8.            | «One Too Many Mornings»           | 4:13   |
| 9.            | «Life Is Sweet»                   | 6:33   |
| 10.           | «Playground for a Wedgeless Firm» | 2:31   |
| 11.           | «Alive Alone»                     | 5:16   |
| Durada total: | Durada total:                     | 49:19  |

## Membres
| The Chemical Brothers - Tom Rowlands – producció - Ed Simons – produccció Músics addicionals - Tim Burgess – veu a «Life Is Sweet» - Beth Orton – veu a «Alive Alone» - Seggs – baix a «Leave Home» | Equip tècnic - Cheeky Paul – compilació i edició - Steve "Dub" Jones – enginyer de so - Tim Holmes – enginyer assistent - Dan Zamani – enginyer a «One Too Many Mornings» - Mike Marsh – masterització Disseny - Negativespace – disseny |